# Torre de la Minyona
La Torre de la Minyona és una torre escapçada d'origen medieval (segle xi) del castell de Cardona. La torre té 13 metres d'alçada i una base de més de 10 metres de diàmetre.
Tenia una considerable altura original de gairebé vint metres, que junt al lloc on es troba, li donaven un gran valor com a lloc de vigilància. A més la seva solidesa i el seu relatiu aïllament la feien un excel·lent polvorí i un calabós segur.
L'any 1812, durant la Guerra del Francès es va retallar i eliminar el pis superior i es va deixar pràcticament en l'aspecte actual.
És juntament amb la Muntanya de Sal un dels atractius turístics més visitats de Cardona.

## Llegenda
Fa molts anys, Catalunya era conquerida per guerrers musulmans. Cardona era un poble emmurallat amb un castell de pedra i de sorra. Les festes en el Castell eren properes i tothom feia els preparatius. El Duc de Cardona va convidar al príncep moro Abdalà a anar a la festa i ell va acceptar la invitació.
Durant la festa, la filla del duc, Adalés, passejava silenciosa i discreta pels jardins del castell. Abdalà va sortir a donar un tomb, quan el va sorprendre la bellesa d'Adalés. Es van enamorar l'un de l'altre, i es van jurar amor etern. Però van començar a veure's de nit i d'amagat. Perquè sabien que si els descobrien els seus dos pobles entrarien en guerra.
Les coses no eren gens fàcils i un dia van ser descoberts. El duc va esclatar d'ira en saber la notícia, i com a càstig va condemnar la seva filla fent-la tancar a pa i aigua per sempre en una torre rodona que hi havia al castell. A Abdalà, li va prohibir entrar en les seves terres, alhora que li declarà la guerra.
Perquè la Minyona no pogués parlar mai més amb ningú, el servent que li passava pel sostre, mitjançant una corda, una mica de pa i aigua cada dia, era cec i mut. La minyona va continuar allà tancada durant un llarg temps.
Un dia el seu pare, el duc, va accedir a perdonar-la escoltant els consells dels nobles, però quan va arribar a Cardona ja l'esperaven els patges per dir-li que la seva filla era embolicada amb mantes en la porta de la torre. Havia mort d'amor i de pena. Durant la seva trista estada allí, va gravar una creu en la porta amb les seves ungles. Així va demostrar que el seu amor no l'havia fet renunciar mai a la seva fe.
Explica la llegenda que la gent del poble quan dirigia la seva mirada cap al castell a les dotze de la nit, podien observar com el fantasma d'Abdalà rondava cavalcant amb el seu cavall per la torre -des d'aleshores anomenada "Torre de la Minyona"- fins a la muntanya de sal. Venia a buscar la seva estimada Adalés.